# 이후락
이후락(李厚洛, 1924년 2월 23일~2009년 10월 31일)은 대한민국의 정치인이다. 제3대 청와대 비서실장, 제6대 중앙정보부장, 제10대 국회의원을 역임하였다.

## 어린 시절

### 군 복무
이후락은 1924년 2월 23일 일제 시대 경상남도 울산 회야강변에 위치한 생가에서 이석승과 서내안의 4남 3녀 중 차남으로 태어났다. 1943년에 일본의 항공기정비학교에 입교하여 하사관 과정을 이수하고 일본 육군에서 복무하였으며, 1944년 12월에 육군 오장(하사)으로 전역하고 귀국하였다. 1945년 12월 5일, 이미 전역한 후여서 입학 자격이 없었음에도 불구하고 군사영어학교 1기생으로 입교하였고 1946년 3월 23일에 졸업하며 대위로 임관하였다.
| “ | 도대체 이후락이는 말이오. 국군 창건 당시 대위로 시작한 놈이오. 그보다 나이도 위고 계급도 위였던 박정희가 소위로 시작했는데, 이후락이는 끝까지 자기가 일본군 대위였다고 우긴 거야. 하도 우기니까 미군 측에서도 사실을 뻔히 알면서 대위로 임관시켰지. 사실상 그 때부터 이후락이는 미군 측과 거래가 있었던 것이겠지. | ” |
|   | — 김정렬의 증언 |   |

김정렬의 증언에 의하면 이후락은 자신이 맨날 일본군 대위 출신이라고 우겼다고 한다. 그런데 미군에서는 제 아무리 그것이 전혀 사실이 아니라는 것을 버젓이 알고도 그를 순전히 국방경비대 대위로까지 임관시켰다고 증언했다. 이후 이후락은 1947년 남조선국방경비대가 육군으로 개편되면서 대위로 육군에 참여하였고 만 23세에 소령으로 진급하였다.
1948년 만 24세의 나이로 육군본부에 보임되었는데 1년 후인 1949년에는 육군본부 정보국 전투정보과장이었던 박정희가 여순 사태에 연루되어 재판을 받게 되자 그 후임으로 육군본부 정보국 전투정보과장이 되었다. 한국 전쟁이 발발하자 육군본부에서 정보 수집과 첩보 활동에 종사하였다. 1951년 대령으로 진급하고 육군본부 정보국 차장을 지냈다. 당시 육군본부 정보국장을 지낸 김종평의 회고에 따르면 이후락은 주로 HID 업무를 총괄했다. 이후 미국으로 가서 육군참모대학교를 졸업하였다.

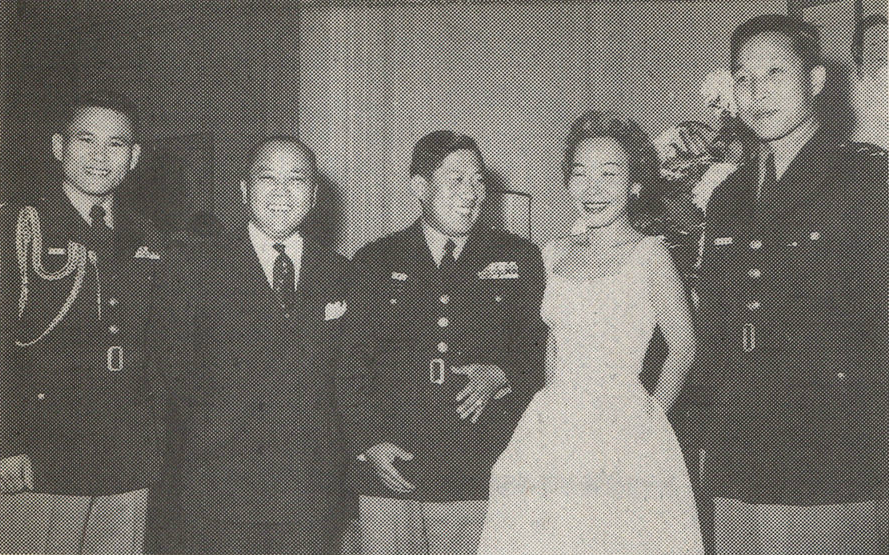
왼쪽부터 이후락, 양유찬, 유재흥, 양유찬의 부인, 김형일

그해 2월 주 미국 대사관 부무관으로 근무하며 정보기술을 익히기도 했다.1957년 10월 2일에 귀국하였으나 일선부대 지휘관 경력이 전혀 없었던 그는 바로 보직을 받지 못한 채로 어정쩡한 상태에 있었다. 하지만 곧 국방부 79부대장이 되며 군에 복귀하였다.
1958년 1월 14일에는 미국 대통령으로부터 리전 오브 메리트 훈장을 수여받았다. 그해 8월 30일에는 연합참모부 사령관 유재흥을 수행하여 타이완을 방문하였다.

### 정보 기관 조직

#### 79 부대 창설
1958년 이후락은 국방부 내에 제79부대라는 특수부대를 조직하였다. 79호실, 그러니 결국 그 당시의 중앙정보부 등의 별칭으로 불리는 이 특수부대는 미국 CIA의 인사가 유재흥, 김정렬에게 미국 CIA 한국지부와의 업무 교류를 목적으로 창설하자고 제의하였고, 1958년 미국 CIA의 한국지부장으로 웨인 넬슨이 부임한 뒤 지부 설치를 독촉하였다. 이를 계기로 유재흥, 김정렬에 의해 창설되었으며, 정식 명칭은 국방부 중앙정보부로 국방부의 지휘를 받았다.
대사특별보좌관이란 직명을 가진 넬슨은 1958년 복구된 CIA 대한민국 지부장으로 대한민국에 왔던 것이었다. 그는 김정렬 국방부 장관을 설득, CIA지부와 상대할 중앙정보기관을 만들게 했다. 그것이 국방부 장관 직속의 국방부 79호실이었다. 김정렬 국방부 장관은 미국 CIA 한국지부장의 요청으로 3군의 정보요원을 차출해 가칭 중앙정보부라는 통합 부대를 창설하였다. 김정렬은 이 부대의 부대장으로 이후락을 앉혔고 이후락은 자신의 군번을 따서 '제79부대'라고 이름지었다. 김정렬 장관은 이후락을 탐탁치 않게 생각하였지만 미국 CIA에서 계속 부탁하자 이를 이승만에게 보고했다.
이승만은 아예 CIA를 믿지 말라면서 쉽게 허락해주지 않았다. 김정렬 장관이 이 문제를 이승만 대통령과 상의했더니 이승만은 내키지 않는 표정으로 CIA 지부의 창설을 허가하면서도 주의를 주는 것이었다. 결국 정보기관은 국방부의 예하에 두는 것으로 결정된다. 1958년부터 미국은 CIA를 본뜬 정보기관을 설치하도록 이승만 대통령에게 요청하였지만 미국을 불신하던 이승만은 그 제의를 받아 주는 척 하면서 국방부 산하에 설치함으로써 기능을 격하시켰다.
그는 이 기관을 79호실 혹은 제79부대라고 하자고 했으며 79는 그의 군번 10079에서 따온 것이다.

#### 라오스 밀파 활동
국방부 79호실장 시절 이후락은 이승만의 밀명을 받아 라오스에 잠입하기도 했다. 당시 한국 정부는 라오스의 공산화 방지를 위해 우익 노사반 장군이 이끄는 정부군 지원 방안을 검토하다가 이후락을 라오스 현지로 밀파했다. 이후락은 당시 주 베트남 대사 최덕신(崔德新)의 도움을 받아 노사반을 만난 결과를 이승만 대통령에게 직접 보고했다.
김정렬 국방부 장관은 서울로 돌아온 이후락을 대동하고 경무대로 들어가 이승만 대통령을 만났다. 이때 그는 이후락이 직접 보고를 하도록 했다. 이후락은 '노, 노, 노사반 장군이…' 식으로 말을 더듬거렸고 얼굴이 벌개지기도 했다. 이후락은 노사반 장군이 한국군의 파병을 희망하고 있더라고 전했다. 이 보고에 따라 백선엽 합동참모의장의 산하에 라오스 파병을 연구하는 실무반이 조직됐다. 그러나 미국 측의 반대로 라오스 파병은 결국 백지화되었다.
보고에 따라 한국군의 라오스 파병이 심도있게 검토되었으나 미국의 반대로 결국 무산되었다. 라오스 미션을 계기로 하여 이후락은 매주 두 번씩 열리던 국무회의에 참석, 15분간씩 국제 정세를 브리핑하게 됐다. 이 브리핑은 허정(許政) 과도 내각 때도 계속되었고 1961년 3월까지 지속되었다.

#### 중앙정보위원회 조직
1960년 5월 국방부 중앙정보부가 해체되자 국방부 정보담당관의 직위로 활동하였다. 1960년 11월 중앙정보조직인 중앙정보연구위원회가 조직되자 연구실장이 되었다. 장면 총리는 미국 CIA 서울지부의 권유에 따라 국무총리실 직속의 중앙정보기관을 만들었다. 미국 CIA는 1961년 중앙정보연구위원회라는 이름으로 발족한 이 기관의 책임자로 이후락을 밀었다. 결국 HR는 미국인들의 지원에 힘입어 육군 소장 예편과 함께 정보연구실장(차관급)으로 취임했다. 중앙정보연구위원회가 설치되자 그가 만들어놓은 제79부대는 중앙정보연구위원회에 편입되었다.
그가 중앙정보연구위원회의 정보실장과 연구실장으로 발탁된 것은 CIA의 추천에 의해서였다. 장면은 측근인 이한림 육군 제1야전군 사령관에게 이후락의 사람 됨됨이를 물었는데, 이에 이한림은 이후락을 평하기를 "맨날 힘센 쪽에 붙어다니는 형편 없는 군인"이라고 장면 국무총리에게 이후락의 사람 됨됨이를 평했다. 이에 장면 국무총리는 1961년 3월 28일 이기호(李岐鎬)를 행정이사관 임용과 동시에 연구실 부실장으로 임명하여 이후락을 견제하게 한다. 당시 국방부 정보비서관인 육군 대령 이기호는 특명으로 육군 준장 진급과 동시에 예편 후 중앙정보연구위원회 연구실 부실장으로 임명되었다.
한편 이후락은 주한 미국 대사관의 직원들에게 박정희가 공산주의자라는 정보를 제공하기도 했다. 이후락은 박정희 주변에 끊임없이 밀정을 심어두고 그의 일거수일투족을 감시하였다. 1961년 당시 주한 미국 대사관의 실버 참사관이 마셜 그린 대사 대리에게 한 보고 중에 "그에 관해서는 걱정되는 것이 하나 있습니다. 이후락 준장의 얘기로는 이전에 공산주의자였다는 것입니다. 기록을 보면 그는 반란 혐의로 사형 판결을 받고 전향하여 형의 집행을 면한 적이 있습니다."라는 보고가 있다. 나중에 박정희는 대통령이 된 후에도 이후락을 내심 경계하였다.

## 정치 활동

### 5.16 군사 정변 전후
1960년 11월 이후락은 국무총리 직속 중앙정보연구위원회 정보실장으로 발탁되었다. 이때 육군 소장이었지만 그를 데려가려면 예편시키고 데려가라는 최경록 육군참모총장의 건의로 1961년 1월 예편과 동시에 중앙정보연구위원회 정보실장이 되어 1961년 3월까지 재직했다. 동시에 그는 국무총리 안보 담당 비서관을 맡기도 했다. 그 외에도 1960년 12월부터 해외 언론 번역기관인 대한공론사 이사장의 제의로 대한공론사의 필진으로도 참여했다. 
1961년 5·16 군사 정변이 벌어지자 이후락은 박정희의 과거 남로당 이력을 미국에 제공한 혐의로 체포되었다. 그 후 국가재건최고회의 위원인 김재춘 대령과 중앙정보부장 김종필 대령에 의해 구제되어 국가재건최고회의 의장 공보실장 겸 대한공론사 이사장 직을 겸임하며 《Korea Republic》지를 개편 발행하여 재한 외국인에 대한 군사 정부의 홍보를 담당하게 되었다. 
- 이후락이 부패 혐의자로 몰려 감옥에 갇혔을 때 옆방에 수감되었던 정치인 박준규는 훗날 '5·16 직후 우리 모두 감옥에 잡혀 들어갔을 때 이후락이가 내 옆방에 있었는데, 이 사람이 얼마나 약던지 삽살개처럼 굴더니 먼저 빠져나가데.'라고 회상하였다.

1961년 5월 18일 미국 CIA가 존 F. 케네디 대통령에게 올린 보고서에는 '박정희는 공산주의자였다는 혐의로 기소되어 징역 10년형을 선고받았으나 한국 전쟁 때 복직되었다'라고 되어 있다. 미국으로서는 좌익 전력을 지닌 박정희 의장을 감시할 인물이 필요했고 곧 이후락이 박정희 감시 역할을 맡게 된다.
5·16 군사 정변 초기에 이후락은 크게 주목받지는 않았으나, 1961년 7월 박정희에 의해 국가재건최고회의 공보실장으로 임명되고 군사 정부 대변인을 겸직하였다. 당시 국가재건최고회의 출입기자들에 따르면 대한공론사 이사장직을 맡은 뒤 처음에는 정변 주체 세력의 장교들에게 깍듯이 '님'자를 붙이며 존대하다가 얼마 지나지 않아 선배 대접을 받기 시작하더니 곧 제자리를 찾았다고 한다. 1963년 1월 민정 이양과 동시에 다시 소장으로 예편하였다. 한편 그는 김종필 등과 함께 2인자 자리를 두고 경합을 벌였으나 결국 패하고 만다.

### 정치, 외교 활동
1963년 12월 박정희 후보가 대통령에 당선되자 대통령비서실장에 임명되었다. 비서실장 재임 시절에 중앙정보부장 김형욱과 같이 국민들에게 많은 원성을 받는 부정부패의 원흉으로 지탄받았다. 3선 개헌이 국민투표로 확정된 3일 후인 1969년 10월 20일 비서실장에서 해임되었으며, 이때 김형욱도 같이 해임되었다. 해임은 여당인 공화당이 3선 개헌의 전제조건으로 월권과 지나친 의정 활동 간섭을 일삼았던 이후락과 김형욱의 해임을 요구하였고 이를 박정희가 수용함에 따라 이루어진 것이다.
6년간 박정희의 그림자가 되어 충성했음에도 불구하고 경질을 당한 것에 대해 김형욱은 강한 불만을 노골적으로 표출했다. 그러나 이후락은 박정희의 신봉자답게 정반대로 처신하였다. 그 때문인지 김형욱이 한동안 무직 상태로 지낸 반면에 이후락은 곧 주 일본 대사로 발령받았다. 1970년 12월 21일에 박정희는 이후락을 다시 불러들여 중앙정보부장으로 임명하였고, 1971년의 제7대 대통령 선거의 총지휘권을 맡겼다. 박정희가 3선에 성공하자 이후락은 2인자로 발돋움했다.

### 김일성과 비밀회담
1970년대 초부터 박정희의 지시로 북한과의 협상을 추진하였다. 대통령 선거에서 박정희가 당선된 후 이후락은 박정희의 지시로 1972년 5월 2일 평양을 비밀리에 방문했다. 그리고 5월 4일 새벽, 김일성과의 사상 초유의 남북 비밀회담을 가졌다. 이 날의 밀담은 남북 양측이 강대국에 대한 공통적인 경계심을 확인하고 남북 간 합의를 도출해 궁극적으로 통일을 이루자고 협의했다는 점에서 획기적이었다. 복귀 후 5월 29일에는 북한 측의 답방이 이루어졌고 마침내 7·4 남북 공동 성명을 발표하게 되었다. 당시 그는 남북조절위원회 공동위원장 직을 맡아 남북 협상을 주관하고 북측 대표자들과 면담하기도 했다.
이후락은 방북 당시 급박한 상황이 펼쳐질 경우 자살용으로 사용하려고 청산가리를 양복 호주머니에 숨긴 상태로 판문점을 넘어 평양으로 갔다. 판문점에 도착하기 전 그는 어금니 가운데 임플란트가 하나 있었는데, 이 임플란트에도 일부 청산가리를 숨겼다. 그는 청산가리를 손에 쥔 상태에서 상황이 좋지 않게 되면 마실 계획도 세워 놓고 있었다.

### 윤필용 사건
1972년 10월 17일, 10월 유신이 선포되었다. 1973년 4월에 이후락은 윤필용 사건으로 3년간 맡아 온 중앙정보부장 직에서 경질될 위기에 처했다. 당시 수도경비사령관 윤필용이 이후락에게 '박정희 대통령은 노쇠했으므로 형님이 후계자가 되어야 한다.'라고 말했는데 이것이 내부 고발로 박정희의 귀에 들어가면서 파문이 일어났다. 박정희의 신임을 잃게 되어 조급해진 이후락은 1973년 8월, 김대중 납치 사건을 주도하며 과잉 충성을 하였다. 이런 사실은 1998년 미국 국가안보기록보관소의 〈1973년 비밀 외교문서〉라는 자료를 통해 드러났다. 2007년 국가정보원의 과거사 진상 조사에서도 최소한 박정희의 묵시적 승인 하에 그가 지시한 일로 밝혀졌다. 

### 경질과 외유
1973년 12월 3일, 이후락은 결국 중앙정보부장에서 경질되었다. 중앙정보부장이 된 지 3년 만의 일이었다. 후임으로는 법무부 장관이었던 신직수가 내정되었다. 그가 경질된 표면적인 이유는 김대중 납치 사건에 대한 문책성 인사인 것으로 알려졌지만, 윤필용 사건과 관련되었다는 시각도 있다. 71년 대선에서 박정희의 3선을 성공시켰고, 청산가리를 몸에 지닌 채 목숨을 걸고 극비리에 방북하여 남북 대화의 물꼬를 텄으며 유신체제를 안착시킨 일등공신이었지만 이 모든 게 소용이 없었다.
경질된 직후 12월 18일에 극비리에 출국하였다. 뒤늦게 이 사실을 알게 된 박정희 정권과 중앙정보부는 발칵 뒤집어졌다. 김형욱 전 중앙정보부장이 미국으로 망명한 것이 불과 8개월전인 같은 해 4월이었기 때문이다. 중앙정보부는 이후락의 소재 파악을 위해 노력했으나 헛수고였다. 대만과 홍콩을 거쳐 런던으로 이동한 것을 끝으로 흔적도 없이 사라져 버린 것이다. 이후락은 출국 후 이동 중에 중간 경유지인 대만의 공항에서 우연히 옛 부하 직원이었던 이종찬과 마주쳤으나 그에게 입단속을 시킨 후 홍콩으로 함께 이동하여 그곳에서 4일간 머무르다가 이종찬을 따돌렸다.
그 후 미국에 있던 사위와 의논한 후 런던을 경유하여 바하마로 이동한 뒤에 잠적했다. 바하마에 은거하던 중에 박정희 정권과 '귀국 후 신변 보장'에 대한 협상을 벌였을 것으로 추정되며, 잠적 70일 만인 74년 2월 말에 귀국하였다. 이후락은 출국 전에 자신의 계획에 대해 일체 주변에 알리지 않았기 때문에 그의 잠적 기간 동안 국민들 사이에서는 망명설 등 여러 가지로 해괴한 루머가 떠돌았다. 이 때문에 외무부가 심장병 치료 차 영국에 머물고 있다는 거짓 해명을 내놓기도 하였다.

## 생애 후반

### 유신 붕괴 이후
귀국 후에는 주로 자택에서 칩거하거나 불교도로서의 신앙생활, 경기도 이천에서 도자기 만들기 등을 하면서 외부인과 접촉을 끊고 지냈다. 이런 은둔 생활을 4년간 이어가다가 1978년 12월 10대 총선에서 울산,울주 선거구에 무소속으로 출마하였고 압도적인 표 차이로 당선되어 국회의원이 되었다. 무소속 원내교섭단체인 민정회 회장으로 재임하다가 공화당에 입당하였으나 의정 활동은 그리 신통치 못했다.
10·26 사건으로 박정희 대통령이 암살되고 신군부가 등장한 뒤, 이후락은 1979년 12월 10일 방콕에서 열린 세계 불교 대회에 참석 차 출국했다가 다시 한 번 종적을 감췄다. 출국 후 국내에서는 12·12 사태가 있었고 공화당에서는 정풍(整風)운동이 벌어졌다. 정풍운동을 주도한 박찬종 등 소장파 의원들은 이후락을 '권력형 부정축재자'로 분류하여 공격하였다. 이후락의 잠적에 대해 다시 한 번 각종 소문이 무성하였으나 출국 95일 만인 1980년 3월 14일에 귀국했다.
귀국 당일 자택에서 기자들과 가진 인터뷰에서 자신을 '권력형 부정축재자'로 몰아세우는 공화당 내 분위기를 의식한 이후락은 "떡을 만지다 보면 떡고물이 묻는 것 아니냐" 며 반박했다. 이 발언으로 인해 한동안 '떡고물론'이 장안의 화제거리가 되기도 했다. 1980년 6월 당시 계엄당국의 발표에 의하면, 이후락 자신의 진술에 의한 집계액만으로도 194억 원을 치부한 것으로 되어 있다. 아무튼 정풍운동의 여파, 그리고 김종필과의 권력 다툼에서 밀린 이후락은 끝내 공화당에서 제명당했다.

### 은거와 사망
1982년에는 울산장학회를 조직하고 장학 사업을 추진하였다. 1985년 정치 활동 규제에서 해제되었으나 정계에 복귀하지 않고 계속 은둔 생활을 하였다. 이후 제6공화국이 출범한 뒤에도 지속적으로 외부 출입을 자제하고 자택에서 은둔 생활을 하였고, 제1공화국과 제3공화국, 유신 시대에 대한 증언 및 진술 요구를 대부분 거절, 회피하였다.
2009년 10월 31일, 향년 85세로 경희대학교 동서신의학병원에서 사망했다. 사망한 후 그의 장례식은 조용히 치러졌다. 유족으로는 이동훈 전 제일화재(現 한화손해보험) 회장 등 슬하 6남 1녀를 두었다. 자녀들은 현재 미국에 거주 중이며 3,000만~5,000만 달러에 이르는 부동산을 보유하고 있는 것으로 알려졌다.

## 학력
- 울산농업학교 졸업 (1943년)
- 일본 다치아라이 육군비행학교 수료
- 군사영어학교 1기 졸업
- 육군보병학교 수료
- 국학대학교 법학과 학사

## 상훈
- 금성충무무공훈장
- 청조근정훈장
- 1등수교훈장
- 동성무공훈장
- 리전 오브 메리트 훈장

## 가족관계
- 아버지: 이석승(李錫丞, 1880.08.08 ~ 1942.07.01)
- 어머니: 서내안(徐內安, 1888.03.08 ~ 1979.08.04)
- 형제자매: 이거락(李居洛, 1925.06.29 ~ 2013, 남동생) 등 6명 (4남 3녀)
- 배우자: 정윤희(鄭允熙, 1928.08.22 ~ 2002.03.26)
- 친인척
  - 둘째 큰아버지: 이석병(李錫炳, 1975.03.11 ~ 1936.04.04)
  - 사촌 형: 이윤락(李允洛, 1923.09.29 ~ 1992.08.23) - 이석병의 사남
  - 사촌 남동생: 이주락(李周洛, 1931.11.20 ~ ) - 이석병의 육남
  - 육촌 남동생: 이겸락
  - 조카: 이동휘 - 이거락의 아들, 이후락의 前 보좌관

### 자녀
| 이름           | 생일             | 기타                                               |
| -------------- | ---------------- | -------------------------------------------------- |
| 이동진(李東鎭) | 1946년 11월 11일 | 서옥로(徐玉露, 1946 ~ )와 결혼, 슬하 1남 2녀       |
| 이동훈(李東勳) | 1948년 4월 28일  | 김영혜(金英惠, 1948.10.16 ~ )와 결혼, 슬하 4남     |
| 이명신         | 1949년           | 정화섭(1939 ~ )과 결혼, 자녀 미상                  |
| 이동규         | 미상             | 미상                                               |
| 이동익         | 미상             | 미상                                               |
| 이진영         | 미상             | 미상                                               |
| 이동욱(李東昱) | 1962년 8월 20일  | 최예정(崔藝瀞, 1962.08.25 ~ )과 결혼, 슬하 1남 1녀 |

- 장남 이동진, 차남 이동훈, 장녀 이명신은 생년월일과 태어난 순서가 알려졌지만 삼남 이하의 아들들은 이동욱을 제외하면 자세한 정보가 없다. 이동욱이 삼남으로 알려졌지만 형제간의 나이 차이를 보면 삼남인지 확실하지 않다.

## 기타
1980년 3월 14일 이후락은 〈세계불교신도대회〉를 위해 태국으로 출국했다가, 미국에서 장기간 머물다가 94일 만에 귀국한 후 자택에서 다음과 같은 발언을 해서 《떡고물》이라는 용어를 유행시켰다.
| “ | 정치자금 만지다 보면 이런말 저런 말 들었지만, 떡고물을 안흘리고 떡을 만들 수 있나 | ” |

12.12 이후 서울의 봄이라고 불렀던 1980년 6월 신군부는 권력형 부정축재자로 지목하고, 축재액 194억원을 발표했다. 한편 전두환 장군이 압수한 그의 울주군 언양읍, 삼남면, 상북면의 토지들은 그의 둘째 아들 이동훈이 다시 돈을 주고 매입하였다고 한다.

## 같이 보기
| - 6·25 전쟁 - 5·16 군사 정변 - 7·4 남북 공동 성명 - 김대중 납치사건 - 남북 협상 - 장면 - 최경록 - 이한림 | - 박정희 - 박창암 - 장도영 - 전두환 - 김종필 - 김재춘 - 김대중 - 중앙정보부 | - 김계원 - 김형욱 - 김승연 - 김호연 - 이석제 - 김구 - 김신 - 육군나카노학교 |

## 이후락을 연기한 배우들

### TV 드라마
- 주현 - 1989년 《제2공화국》 MBC
- 오지명 - 1993년 《제3공화국》 MBC
- 정욱 - 1995년 《코리아게이트》 SBS
- 임채무 - 1995년 《제4공화국》 MBC
- 정욱 - 1998년 《삼김시대》 SBS
- 홍성훈 - 2004년 《영웅시대》 MBC
- 박광남 - 2005년 《제5공화국》 MBC
- 유광수, 박영록 - 2012년 《대한민국 정치비사》 MBN
- 조우진 - 2022년 영화《킹메이커》

## 역대 선거 결과
| 실시년도 | 선거   | 대수 | 직책     | 선거구             | 정당   | 득표수   | 득표율          | 순위 | 당락 | 비고 |
| -------- | ------ | ---- | -------- | ------------------ | ------ | -------- | --------------- | ---- | ---- | ---- |
| 1978년   | 총선   | 10대 | 국회의원 | 경남 울산시·울주군 | 무소속 | 97,393표 | \| \| 48.32% \| | 1위  |      | 초선 |
|          | 48.32% |      |          |                    |        |          |                 |      |      |      |